# Stéphane Lannoy
Stéphane Laurent Lannoy (Boulogne-sur-Mer, Francia, 18 de septiembre de 1969) es un árbitro francés de fútbol.

## Biografía
Lannoy jugó al fútbol como mediocampista en La Capelle-lès-Boulogne hasta los 20 años, pero pensó que no era lo suficientemente bueno como para llegar a ser jugador profesional y entonces decidió hacerse árbitro. Se integró a la escuela de árbitros en 1994, fue nombrado árbitro de la Liga francesa de fútbol en 1998, y llegó a la Ligue 1 en 2002. Su primer partido de primera división dirigido fue un OGC Niza vs Le Havre AC, el 3 de agosto de 2002.
Su debut como árbitro internacional fue el 10 de agosto de 2006 en el partido Ventspils vs. Newcastle de la Copa de la UEFA 2006-07. Posteriormente dirigió tres partidos de la Eurocopa Sub-21 de 2007 y el 12 de diciembre de 2007 el partido Barcelona vs. Stuttgart de la Liga de Campeones de la UEFA 2007-08.
En el año 2008 ejerció como cuarto árbitro en la Eurocopa 2008 y fue convocado para arbitrar en el torneo de fútbol de los Juegos Olímpicos de Pekín 2008, dirigiendo el encuentro Brasil vs. Nueva Zelanda.  Fue parte de la lista de treinta y ocho árbitros preseleccionados para participar en la Copa Mundial de Fútbol de 2010. Posteriormente fue ratificado por la FIFA dentro de los 30 árbitros seleccionados para dirigir partidos en la fase final del campeonato.
Está casado, tiene tres hijos y vive en Sailly-sur-la-Lys desde hace cinco años. Recibió el trofeo de la UNFP (Union nationale des footballeurs professionnels) en las temporadas 2007-08 y 2009-10 como mejor árbitro de la primera división francesa.
Perdió la escarapela el 31 de diciembre de 2014 al haber cumplido la edad reglamentaria.